# بژژنگسکیه خولندره
بژژنگسکیه خولندره (به لهستانی:  Brzezińskie Holendry) یک روستا در لهستان است که در گمینا کژموو واقع شده‌است.